# 5"/38 Mark 12
Mark 12 5″/38 е американско 127-mm корабно оръдие от периода на Втората световна война. 5″ е калибъра на оръдието в инчове, 38 – дължината на ствола на оръдието в калибри.
Едно от най-известните артилерийски оръдия във Втората световна война. Съществува в два основни варианта: неуниверсален и универсален (зенитен и противокорабен). Разликата между тях е, че подаването на снарядите в първия вариант се осъществява при ъгъл на подем на ствола до 35°. В универсалния вариант подаването на снарядите се осъществява до ъгъл на подем на ствола от 85°. Оръдието се поставя в едно и двуоръдейни установки. Артилерийските установки съществуват в няколко различни варианта на изпълнение: открит, с щит, открит отзад и напълно закрит (куполни установки), с установка на централен щифт на неподвижен цял постамент или на въртяща се в кръг площадка.
Оръдието Mark 12 се разработва като универсално. За основа се използва оръдието 5"/51 Mark 9 със скъсен ствол. Дължината на ствола е подбрана като средна между 5″/51 неуниверсално оръдие и зенитното 5″/25. Много специалисти определят арт-установките на базата на оръдията Mark 12 5″/38 с управление СУАО Mark 37 като едни от най-добрите универсални АУ среден калибър през периода на Втората световна война. С кула, поставена на въртяща се основа и с вградена система за подаване на боеприпаси, скорострелността на оръдията съставлява 15 изстрела в минута. Добре тренираните разчети достигат темп стрелбата до 21 изстрела в минута. Във варианта на установката на централен щифт и с ръчно подаване скорострелността съставлява 10 изстрела в минута. Независимо от високата ефективност на стрелбата и СУАО, средният разход на снаряди за един свален самолет съставлява 1000 броя. Средната живучест на ствола е 4600 изстрела.
Оръдието за първи път е използвано през 1934 г. на разрушителите тип „Фарагут“ в арт-установка с щит Mark 21. След отстраняване на някои недостатъци на ранните модификации, специалистите отбелязват високата надеждност и ефективност на оръдието. То се получава толкова успешно, че практически на всички кораби на ВМФ на САЩ, построени от 1939 до 1946 г., са поставяни арт-установки среден калибър на негова база. Също тези оръдия са поставяни на ред английски и бразилски кораби.
Средната себестойност на ствола със затвора съставлява 100 000 щатски долара. Всичко за периода между 1934 и 1945 г. са произведени над 8000 оръдия.
В това число:
- 2168 в еднооръдейни установки;
- 2714 в двуоръдейни установки за въоръжение на корабите;
- 3298 в еднооръдейни установки за спомагателните съдове.

Във ВМС на САЩ вече няма в строй кораби, въоръжени с оръдията Mark 12. Въпреки това в арсеналите на САЩ все още се съхраняват голям брой изстрели за тях (през 1980-те години над 720 000), тъй като в резерва на флота се числят кораби, въоръжени с арт-установки на базата на Mark 12.

## Конструкция
Арт-установките са снабдени с едно или две оръдия. Подаването на патроните за еднооръдейните арт-установки се осъществява отляво. В двуоръдейните установки такова оръдие се поставя вдясно, а вляво се поставя оръдие, произведено огледално, с подаване на патроните отдясно. Масата на оръдието без затвора е 1810 kg (3990 фунта). За първи път е поставено през 1934 г. на разрушителите от типа „Фарагут“ в арт-установки с кула на централен щифт.

### Затвор
Затворът е полуавтоматичен. Част от енергията на отката се използва за подготовка на оръдието за следващия изстрел. След изстрела полуавтоматиката произвежда взвод на ударника, отваряне на вертикалния клинов затвор и извличане на стреляната гилза. Едновременно със сгъстен въздух се прави ежектиране на барутните газове от канала на ствола на оръдието.

### Зареждане
Зареждането е ръчно, разделно. Двама пълначи (зареждащи) се разполагат до всяко оръдие. Техните функции са извличане на изстрела, състоящ се от снаряда (подава се от зареждащ №1) и гилзата със заряда (подавана от пълнач №2) от подемника (на арт-установките с централен щифт от полица до оръдието) и преместването му на зарядния улей. След това започва и същинският процес на зареждането.
Електрохидравличният досилател (вкарвач) се крепи с болтове към горната част на затвора. Това устройство има електродвигател с мощност от 5 до 7.5 к.с. и е предназначено за добута 42-килограмовият изстрел с дължина 1,21 метра в зарядната камера при всеки един ъгъл на възвишение на оръдията за време по-малко от една секунда.
Вертикалният клинов затвор, включващ ударника, затваря камерата след поместването вътре в нея на изстрела.

### Противооткатни устройства
Оръдието е снабдено с хидравлическа спирачка на отката. Тя се състои от две бутала в хидравличен цилиндър, които поглъщат основната енергия на отката. Те също поемат удара на механизмите на пневматичния накатник при връщането на ствола в изходно положение.
Пневматичният накатник представлява камера, напълнена с въздух под високо налягане. В задната му част е разположено бутало. При отката буталото свива въздуха в накатника, а след това възвръща ствола в изходното положение. В изходното положение налягането в камерата на накатника съставлява 10 МPa. В процеса на отката налягането в накатника нараства до 15 МPa.

### Ствол
Стволът на оръдието има канал с диаметър 127 mm и дължина 4800 mm. В канала са разположени 45 хромирани нареза с дясна резба. Стъпката на нарезката е 3800 mm. На оръдията модификации Mark 12 mod 0 и 1 ствола е закрепен върху кожуха с помощта на бързосвалящо се байонетно съединение. Това е направено за да има възможност за замяна на стволовете със силите на плавбазите непосредствено на театъра на бойните действия. На модификациите Mark 12 mod 2 стволът е изпълнен моноблок със стволната кутия и е произведен от износоустойчива стомана.

## Артустановки
Арустановките се изпълняват в четири основни варианта:
- Двуоръдейни (на английски: Twin) – в закрита кула, поставена на въртяща се кръгла основа.
- Закрити еднооръдейни (на английски: Enclosed Single) – в закрита кула, поставена на въртяща се кръгла основа.
- Открита еднооръдейна установка на кръгла основа (на английски: Open Single Base Ring Mount) – открита отзад щитовото прикритие, поставена на въртяща се кръгла основа.
- Еднооръдейна открита палубна установка на централен щифт (на английски: Open Single Pedestal Mount) – в открит или закрит с щит вариант, с установка на щифт.

- Основните варианти на артустановките
- Двуоръдейната закрита артустановка Mk28 Mod2 на линкора „Ню Джърси“
- Еднооръдейните закрити артустановки въртяща се кръгла основа Mk30 на палубата на разрушител от типа „Флечър“
- Еднооръдейната открита палубна установка на централен щифт Mk21 на палубата на разрушител от типа „Махеан“

### Модификации
| Модификация     | Брой стволове | Маса на АУ, kg  | Ъгъл на подем на стволовете | Конструкция               | Кораби (брой АУ на кораб) |
| --------------- | ------------- | --------------- | --------------------------- | ------------------------- | --- |
| Mk21            | 1             | 13272 – 14200   | −15 / +85                   | Открита на централен щифт | Разрушители тип „Фарагут“ (5), „Махеан“ (5) · Кърмовите оръдия: „Гридли“ (2), „Махеан“ подтип „Дънлап“ (3), „Бегли“ (2) · Бразилия Marcilio Dias (4), Acre (2) · Auxiliaries, Merchant ships |
| Mk21 mod 16     | 1             |                 | −15 / +85                   | Открита на централен щифт | „Йорктаун“ (8), „Ентърпрайз“ (8) |
| Mk22            | 2             | 34 133          | −10 / +35                   | Закрита на въртяща основа | лидери „Портър“ (4), „Самърс“ (4) |
| Mk24 Mod1       | 1             | 13270 – 14152   | −15 / +85                   | Открита на централен щифт | „Уосп“ (8) |
| Mk24 Mod2       | 1             |                 | −15 / +85                   | Открита на централен щифт | „Хорнет“ (8) |
| Mk24 Mod11      | 1             |                 | −10 / +85                   | Открита на централен щифт | Самолетоносачи тип „Индипендънс“ (2), „Есекс“ (4 на спонсони) |
| Mk25            | 1             | 19 051 – 20 367 | −15 / +85                   | Закрита на въртяща основа | носовите оръдия на разрушителите от типа „Гридли“ и „Махеан“ подтип „Дънлап“ (2) |
| Mk28 Mod0       | 2             | 70 894          | −15 / +85                   | Закрита на въртяща основа | ЛК типове „Норт Каролина“ (10) и „Саут Дакота“ (8 на BB-57, 10 на останалите) |
| Mk28 Mod2       | 2             | 77 399          | −15 / +85                   | Закрита на въртяща основа | ЛК тип „Айова“ (10) |
| Mk29 Mod0       | 2             | 49 000          | −15 / +85                   | Закрита на въртяща основа | КРЛ типове „Бруклин“ подтипа „Сейнт Луис“ (4), „Атланта“ (8 на CL-51 – CL-54, 6 АУ на CL-95 – CL-98 и CL-119 – CL-121) |
| Mk30 Mod0,2,4,5 | 1             | 18 552          | −15 / +85                   | Закрита на въртяща основа | КРТ тип „Уичита“ (4) – Mark 30 Mods 0, 4 и 5 Р типове „Бегли“(2) и „Бенхем“ (2) – Mark 30 Mods 0 и 2 (носовите оръдия) „Симс“ (3) – Mark 30 Mods 0 и 2 (оръдия № 1, № 2 и № 5) „Бенсон“ (3) и „Гливс“ (3) – Mark 30 различни модификации (оръдия № 1, № 2 и № 5) „Флечър“ (5) – Mark 30 различни модификации |
| Mk30 Mod1       | 1             | 15195           | −15 / +85                   | Открита на въртяща основа | Р типове „Бенхем (2) – кърмовите оръдия „Симс“ (2), „Бенсон“ (2) и „Гливс“ (2) – оръдия № 3 и № 4 Albany (2) – Mark 30? |
| Mk30 Mod41      | 1             | 18 779          | −15 / +85                   | Закрита на въртяща основа | |
| Mk30 Mod42      | 1             |                 | −15 / +85                   | Закрита на въртяща основа | Rudderdow (2), John C. Butler (2) |
| Mk30 Mod51      | 1             |                 | −5 / +85                    | Открита на въртяща основа | |
| Mark 30 Mod 80  | 1             |                 | −15 / +27                   | Открита на въртяща основа | на ескортните самолетоносачи (1 или 2) |
| Mk32 Mod0       | 2             | 47 899          | −15 / +85                   | Закрита на въртяща основа | КРТ тип „Де Мойн“ (6), „Балтимор“ (6), „Орегон Сити“ (6); КРЛ тип „Кливленд“ (6), „Фарго“ (6), част от самолетоносачите тип „Есекс“ (4) |
| Mk32 Mod2       | 2             |                 | −15 / +85                   | Закрита на въртяща основа | част от самолетоносачите тип „Есекс“ (4) |
| Mk32 Mod4       | 2             | 54 598          | −15 / +85                   | Закрита на въртяща основа | КР тип „Аляска“ (6), част от самолетоносачите тип „Есекс“ (4) |
| Mk37 mod2       | 1             | 15 740          | −15 / +85                   | Открита на въртяща основа | Ameer (2)? |
| Mk38 Mod0       | 2             | 43 409          | −15 / +85                   | Закрита на въртяща основа | „Алън М. Самнър“ (3) и „Гиринг“ (3) · Дания Peder Skram (2) · Италия Impetuoso (2) и San Giorgio (3) |